# Dekret
Ein Dekret, von lateinisch decretum ‚Beschluss‘, ist ein Gesetz ohne Beteiligung des Parlaments.
Im römischen Recht der Kaiserzeit waren decreta kaiserliche Urteile in Straf- und Zivilgerichtssachen. Die Entscheidungen des Rechtsstreits hatten präjudizielle Wirkung. Schwerpunktmäßig betrafen die Urteile personen-, sachen- und erbrechtliche Angelegenheiten (vgl. zur Systematik: Institutionensystem).
In der deutschen Rechtssprache wird das Dekret auch als Erlass bezeichnet. In rechtssprachlich korrekter Ausdrucksweise wird ein Dekret (von der zuständigen Stelle) erlassen, während ein Erlass (durch die zuständige Stelle) ergeht.
Manche Verfassungen lassen in bestimmten Fällen Dekrete zu, die ohne parlamentarische Mitwirkung von der Exekutive erlassen werden können, etwa nach Ausrufung des Notstandes (Notverordnung).
In Monarchien und präsidentiellen Systemen werden Gesetze (auch parlamentarisch verabschiedete) und Verordnungen häufig durch Dekrete des jeweiligen Staatsoberhauptes veröffentlicht und in Kraft gesetzt.

## Italien
In Italien hat das Dekret (italienisch decreto) verschiedene Funktionen. Ein Dekret wird immer durch ein monokratisches Organ, also nur durch eine einzelne natürliche Person, erlassen.
- Zum einen ist es eine Kundmachungsform allgemein-abstrakter Rechtsakte. Während der Präsident der Republik die Gesetze lediglich ausfertigt, werden Verordnungen (regolamenti) und Akte mit Gesetzeskraft des Ministerrates (Consiglio dei Ministri, Regierung) durch sein Dekret erlassen (Art. 87 Abs. 5 Verfassung). Verordnungen im Geschäftsbereich der einzelnen Ministerien erlangen durch Dekret des jeweiligen Ministers Gültigkeit (zum Beispiel Dekret des Präsidenten des Ministerrats) (vgl. Art. 17 Abs. 3 Gesetz 400/1988). Im Regierungssystem der Regionen und Autonomen Provinzen gibt es das Dekret des Präsidenten der Region (Presidente della Regione) bzw. des Landeshauptmanns (Presidente della Provincia) zum Erlass der Verordnungen von Region und Land (zum Beispiel Art. 43 Südtiroler Autonomiestatut).
- Zum anderen sind Dekrete Rechtsakte mit genau bestimmtem Empfängerkreis der öffentlichen Verwaltung. Hier haben sie den Charakter von Verwaltungsvorschriften, die vom Leiter einer Organisation erlassen werden. In den Prozessordnungen finden sich Dekrete als Anordnungen des (vorsitzenden) Richters zur Gestaltung des Ablaufs des Verfahrens (zum Beispiel Art. 435 ZPO). Da die Vollstreckung einer Maßnahme oft durch Dekret des Richters angeordnet wird, kann es auch als ‚Bescheid‘ wiedergegeben werden (zum Beispiel decreto ingiuntivo – Mahnbescheid, Art. 641 ZPO). Im Verfahren per Dekret (procedimento per decreto), einem Strafbefehlsverfahren, wird eine Geldstrafe für leichtere Vergehen durch Dekret verhängt, was das Gerichtsverfahren verkürzt (Art. 459 StPO).

## Belgien
In Belgien wird als Dekret (niederländisch decreet, französisch décret) die Rechtsnorm mit Gesetzeswert bezeichnet, die vom Parlament einer Gemeinschaft oder einer Region verabschiedet wurde (außer in der Region Brüssel-Hauptstadt, wo diese Normen Ordonnanzen genannt werden).

## Deutschland
In Deutschland war der von der französischen Rechtssprache geprägte Ausdruck Dekret vor allem im 18. und 19. Jahrhundert geläufig, heute wird zur Bezeichnung von behördlichen oder richterlichen Anordnungen bzw. ministeriellen Verwaltungsvorschriften nur noch die Benennung Erlass verwendet. Für entsprechende Vorgänge in Rechtsordnungen anderer Länder werden (auch in Abhängigkeit von der ausgangssprachlichen Terminologie) beide Benennungen – oft auch synonym – verwendet.

## Kirche
Im römisch-katholischen Kirchenrecht wird als Dekret ein rechtsetzender (gesetzesgleicher) Verwaltungsakt des kirchlichen Gesetzgebers oder der kirchlichen Verwaltung bezeichnet, der an alle Gläubigen (allgemeines Dekret, Allgemeinverfügung) oder an einen oder mehrere Einzelne (Einzeldekret, Einzelfallentscheidung) gerichtet sein kann. Neben päpstlichen und bischöflichen Dekreten sind Beschlüsse der Konzilien in Form von Konzilsdekreten ergangen. Dabei sind Dekrete insbesondere von Instruktionen der kirchlichen Behörde zu unterscheiden, die als Auslegungsrichtlinien keine eigene Gesetzeskraft besitzen.